# Trama pamirica
Trama pamirica är en insektsart. Trama pamirica ingår i släktet Trama och familjen långrörsbladlöss. Inga underarter finns listade i Catalogue of Life.